# Землетрус на Гаїті (2021)

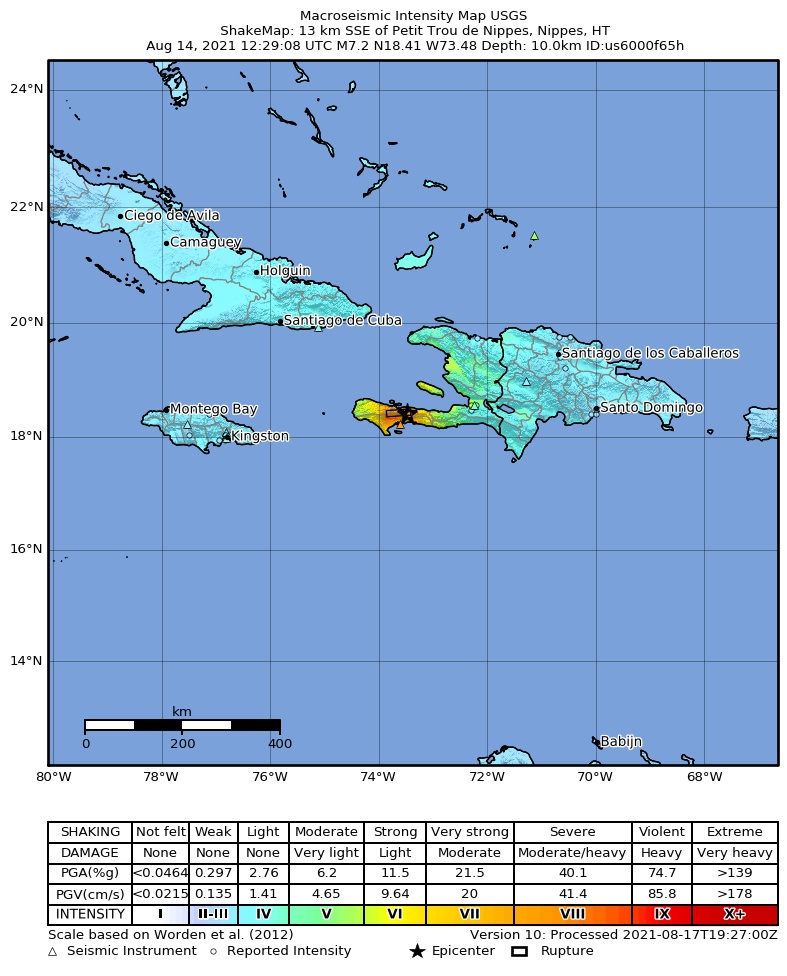

Землетрус на Гаїті у 2021 році — сильний землетрус 2021 року на Гаїті.

## Загальна інформація
Землетрус магнітудою 7,2 почався 14 серпня о 8:29:09 за місцевим часом на острові Тібурон, Гіпоцентр землетрусу знаходився на глибині 10 км за 8—10 км від міста Петіт-Троу-де-Ніппес та за 125 км від столиці Гаїті Порт-о-Пренса. Землетрус спричинив станом на 16 серпня 2021 загибель 1297 людини і поранення 5700. Кількість загиблих весь час зростає — пізніше 15 серпня повідомлено про 1297 загиблих.
Землетрус створив загрозу серйозних цунамі, однак їх не було зареєстровано.
Геологічна служба США оцінила землетрус як широкомасштабну катастрофу.

## Події
До землетрусу, ймовірно, привів лівобічний зсув розлому Енрікильо-Плантейн-Гарден. Землетрус також сильно відчувався на Ямайці, де інтенсивність досягла MMI IV у Кінгстоні.
Енрикільйо-Плантейн-Гарден — трансформний розлом, що відокремлює Карибську плиту від мікроплити Гонаве.
| Дата та час (UTC)   | Місцерозташування                               | М.  | MMI | Посилання |
| ------------------- | ----------------------------------------------- | --- | --- | --------- |
| 2021-08-14 12:29:08 | 13 км SSE від Petit Trou de Nippes              | 7.2 | IX  | [ 1 ]     |
| 2021-08-14 12:49:33 | 20 км на захід від Каваййону                    | 5.2 | В.  | [ 13 ]    |
| 2021-08-14 16:08:03 | 10 км на північний захід від Барадера           | 5.1 | VII | [ 14 ]    |
| 2021-08-14 17:05:19 | 2 км ESE від Барадера                           | 5.2 | VII | [ 15 ]    |
| 2021-08-14 18:11:10 | 12 км на північний схід від Барадера            | 5.1 | III | [ 16 ]    |
| 2021-08-15 02:37:53 | 11 км на північний захід від Петі-Тру-де-Ніппес | 5,0 | III | [ 17 ]    |
| 2021-08-15 03:20:45 | 12 км на північний схід від Шардоньєра          | 5.8 | VII | [ 18 ]    |

## Наслідки
Інтенсивність землетрусу досягла рівня MMI IX у Ле-Ка та MMI VI у Порт-о-Пренсі, столиці Гаїті. Афтершоки після землетрусу сягали 5,2 балів.
Землетрус призвів до великих руйнувань. Влада ввела режим НС у зв'язку з наслідками.
15 серпня влада Гаїті заявили, що число жертв землетрусу становить 724 людини, ще 1 800 постраждали, є зниклі безвісти.
Щонайменше в місті Ле-Ке 860 будинків були зруйновані, ще 700 — пошкоджені.
В результаті землетрусу обрушився готель Le Manguier в Ле-Ке, в результаті чого загинули кілька людей, в тому числі Габріель Фортюне, колишній сенатор і мер Ле-Ке.
Частина резиденції католицького єпископа в Ле-Ке повалилася, в результаті чого загинув священик і двоє службовців, кардинал був поранений.
Найближчим до епіцентру землетрусу було місто Ле-Ке, третє за величиною на Гаїті. Місто зазнало значних руйнувань, включно з багатьма культовими та комерційними будівлями. За даними Гаїтянського агентства цивільного захисту, щонайменше 2868 будинків зруйновано, 5410 пошкоджено. Низку готелів було серйозно пошкоджено або зруйновано.

### Жертви
Прем'єр-міністр Гаїті Арієль Анрі оголосив надзвичайний стан через велику кількість жертв та серйозні руйнування. Унаслідок землетрусу загинули щонайменше 1297 осіб. Готель Le Manguier в Les Cayes обвалився, унаслідок чого загинули кілька людей, включно з Габрієлем Фортуне, колишнім сенатором та колишнім мером Ле-Ке. Частини резиденції католицького єпископа в Ле-Ке було знищено, загинув священик та двоє співробітників, поранено кардинала Чіблі Ланглуа. Окрім загиблих, унаслідок землетрусу постраждали щонайменше 5700 людей, ще багато зникли безвісти.
16 серпня було оголошено про 1200 загиблих.

## Реакція
Колишня перша леді Гаїті Мартіне Моїз висловила співчуття жертвам землетрусу.
За словами прем'єр-міністра Гаїті Арієля Анрі, місцеві лікарні переповнені через велику кількість постраждалих. Анрі оголосив надзвичайний стан у країні терміном на місяць.

### Міжнародна
- Президент США Джо Байден та віцепрезидентка Камала Гарріс призначили адміністратора USAID Саманту Павер координатором ліквідації наслідків[37]. Байден висловив співчуття постраждалим[38].
- Прем'єр-міністр Канади Джастін Трюдо заявив, що країна готова надавати допомогу. Уряд Канади видав рекомендацію щодо подорожей до Гаїті[39].
- Деякі країни Латинської Америки, включно з Мексикою, Перу, Аргентиною, Чилі та Венесуелою, запропонували допомогу у пошуках тих, хто вижив. Група з 34 пожежників з Еквадору відправили до Гаїті для допомоги у пошуково-рятувальних роботах[40].
- Японська професійна тенісистка Наомі Осака, яка має гаїтянське походження, заявила у твіттері, що вона пожертвує всі свої призові гроші з Мастерс Цинциннаті для подолання наслідків катастрофи[41][42].